# Prinsjesdag

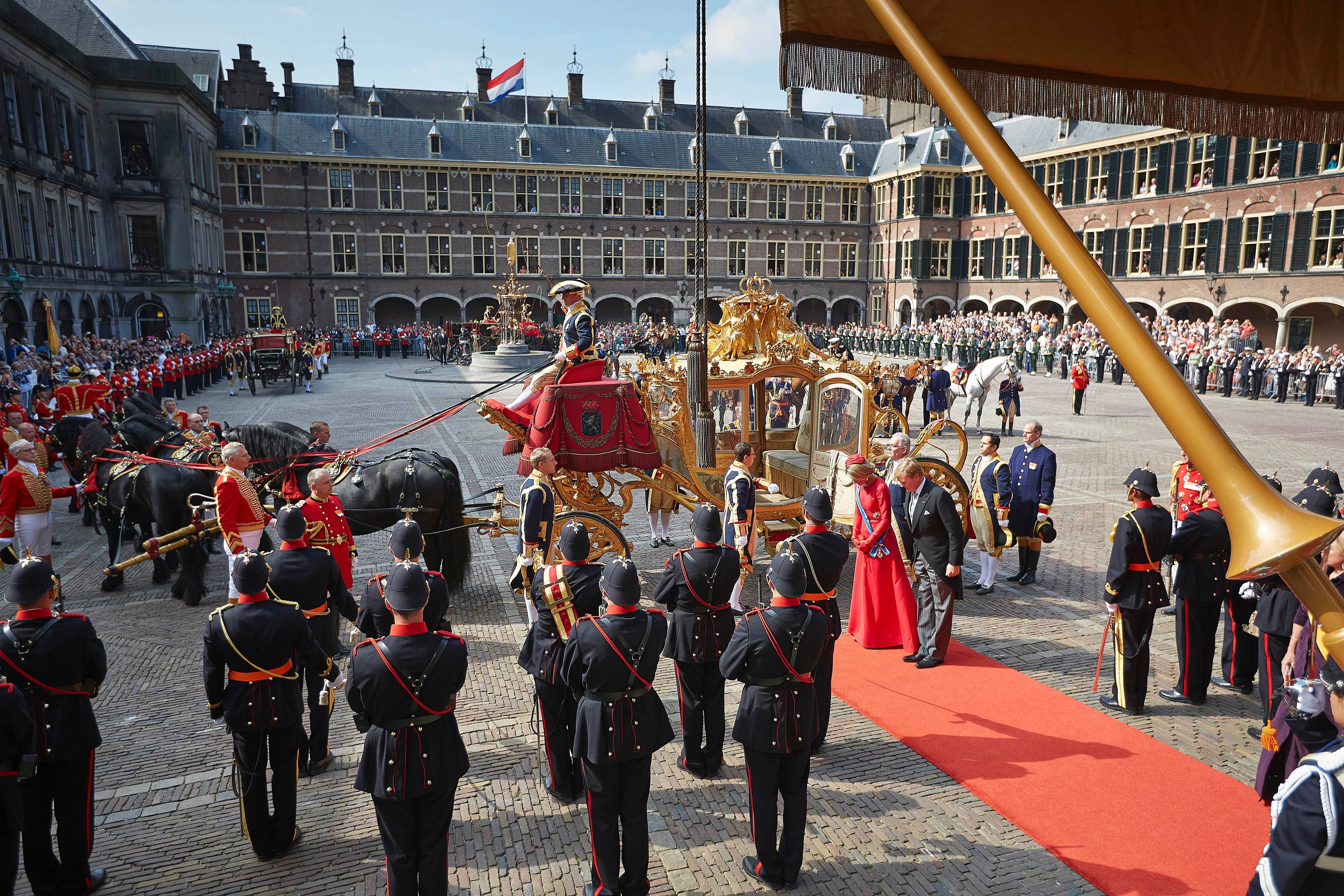
De koning arriveert bij de Ridderzaal waar hij de troonrede zal voorlezen, 2014

Prinsjesdag is een jaarlijkse Nederlandse traditie op de derde dinsdag van september. Na een ceremoniële rijtoer door Den Haag spreekt het staatshoofd in een verenigde vergadering van de Staten-Generaal de troonrede uit. Na terugkomst op Paleis Noordeinde is er de zogenoemde balkonscène.
In de troonrede geeft de regering in algemene bewoordingen aan wat het regeringsbeleid zal zijn voor het komende jaar. Tegelijkertijd wordt op die dag de miljoenennota en de rijksbegroting voor het volgende jaar gepresenteerd.

## Wetgeving
Artikel 65 van de Grondwet bepaalt dat op de derde dinsdag van september (...) door of namens de Koning in een verenigde vergadering van de Staten-Generaal een uiteenzetting van het door de regering te voeren beleid wordt gegeven. Artikel 105 lid 2 van de Grondwet voegt daaraan toe dat dit samenvalt met de indiening van de begroting.
Hierop volgen in de Tweede Kamer de algemene beschouwingen, waarna ook de rijksbegroting wordt besproken.

## Geschiedenis

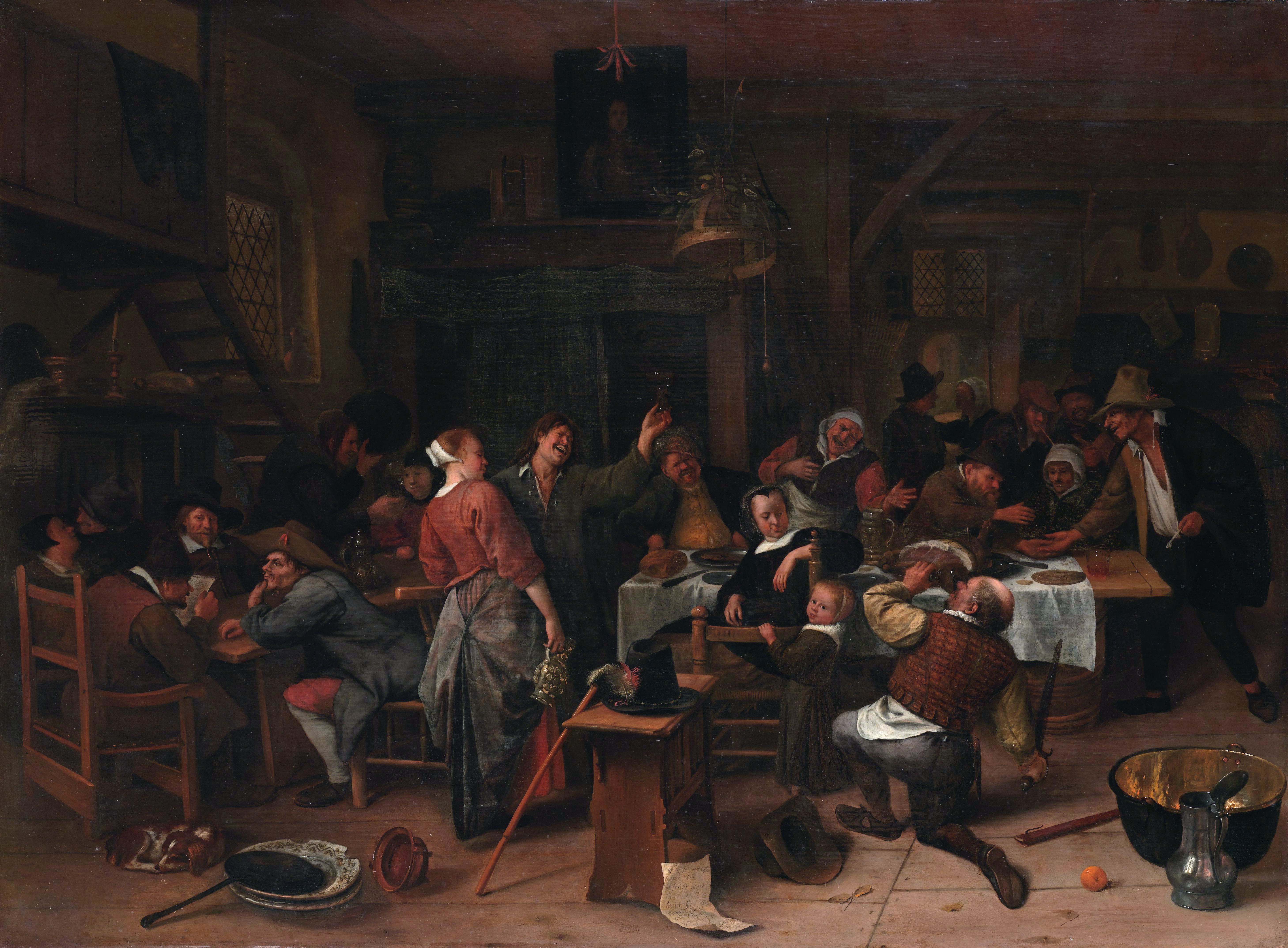
Prinsjesdag, (verjaardag van stadhouder Willem III op 14 november), door Jan Steen

De benaming 'Prinsjesdag' werd al in de zeventiende en achttiende eeuw gebruikt voor de viering van de verjaardagen van de prinsen van Oranje. Na het Tweede Stadhouderloze Tijdperk en de geboorte van de latere Willem V van Oranje-Nassau op 8 maart 1748 en vooral in de patriottentijd werd zijn verjaardag aangegrepen om demonstraties van Oranjegezindheid te houden.
De eerste 'Prinsjesdag' in de betekenis waarin wij die nu kennen, vond plaats op 2 mei 1814. Hoewel de staatkundige verhoudingen sindsdien sterk veranderd zijn, is het principe van deze dag gelijk gebleven: Prinsjesdag is de dag waarop de vorst ten overstaan van het parlement de troonrede uitspreekt. Tot de grondwetsherziening van 1848 was de inhoud van de troonrede officieel een zaak van de vorst; na 1848 bepaalden de ministers wat de koning zou zeggen. Het duurde echter tot na de Eerste Wereldoorlog voordat de troonrede zijn huidige karakter kreeg, een schets van de stand van zaken en een presentatie van de plannen voor het volgende parlementaire jaar. Het voorlezen van de troonrede is gelieerd aan de opening van de zitting van de Staten-Generaal, die sinds 1888 plaatsvindt op de derde dinsdag van september. Om die reden wordt Prinsjesdag ook wel de Derde Dinsdag genoemd.
Vanouds is in de Grondwet bepaald op welke dag Prinsjesdag valt. In de eerste helft van de negentiende eeuw werd de zitting van de Staten-Generaal aanvankelijk op de eerste maandag in november geopend, en later op de derde maandag in oktober. Toen in 1848 een jaarlijkse begroting werd ingevoerd, wilde de Tweede Kamer meer tijd hebben om die te behandelen. Daarom werd het zittingsjaar van het parlement verlengd door de openingsdatum nog een maand te vervroegen, naar september.
De maandag werd niet als een ideale dag beschouwd. Voor parlementsleden uit afgelegen delen van het land was het als ze op die dag van huis vertrokken niet mogelijk tijdig in Den Haag te zijn. Om te voorkomen dat zij op zondag moesten reizen, (zondagsrust), werd bij de grondwetswijziging van 1887 de maandag vervangen door de dinsdag.
De benaming 'Prinsjesdag' voor de opening van de zitting der Staten-Generaal raakte rond 1930 in zwang. In 1931 werd het uitspreken van de troonrede voor het eerst gefilmd. De microfoon stond naast de troon van koningin Wilhelmina.
De jaarlijkse zitting van het volledige parlement werd niet alleen verlengd door haar vroeger te openen, maar ook door haar later te sluiten. Uiteindelijk reed op maandag, daags voor Prinsjesdag, de minister van Binnenlandse Zaken in een hofrijtuig naar de Ridderzaal om de zitting te sluiten. Minister De Gaay Fortman ging gewoon in zijn dienstauto, maar zijn opvolger Hans Wiegel herstelde de koets in ere en trok zelfs een negentiende-eeuws uniform aan, compleet met steek.
Sinds 1983 spreekt de Grondwet niet meer over de zitting van de Staten-Generaal. Deze hoeft dus ook niet meer geopend en gesloten te worden. Sindsdien is deze dag in de Grondwet gehandhaafd als de dag waarop de troonrede wordt uitgesproken.
In 2017 werd de begroting gepresenteerd met een demissionair kabinet. In verband met de vergevorderde formatieonderhandelingen en de veranderingen die het nieuwe regeerakkoord voor de begroting zouden hebben, waren er aansluitend aan het aanbieden van de miljoenennota in de Tweede Kamer geen algemene beschouwingen.

## Ceremonie

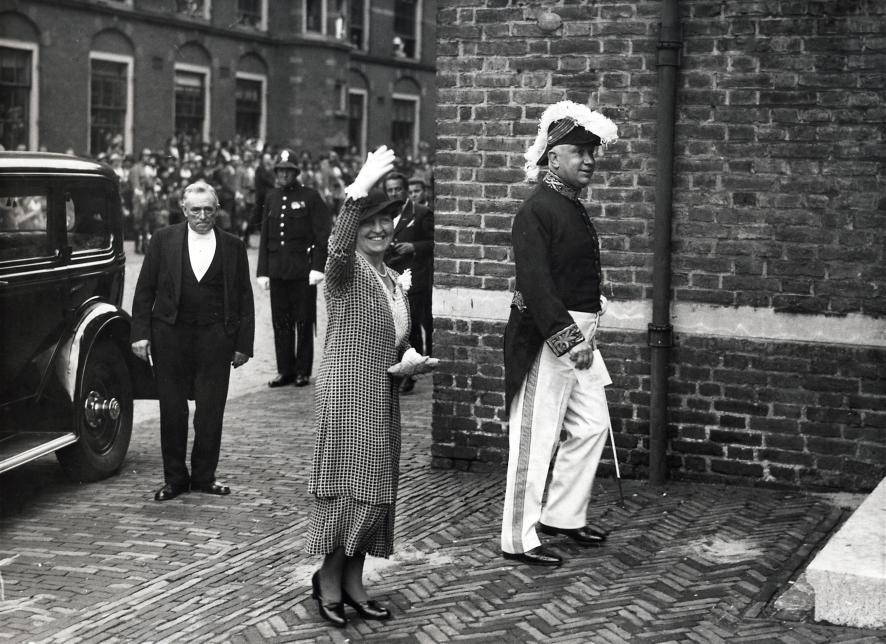
Minister van Justitie Van Schaik arriveert in ministersuniform bij de Ridderzaal op Prinsjesdag 1934

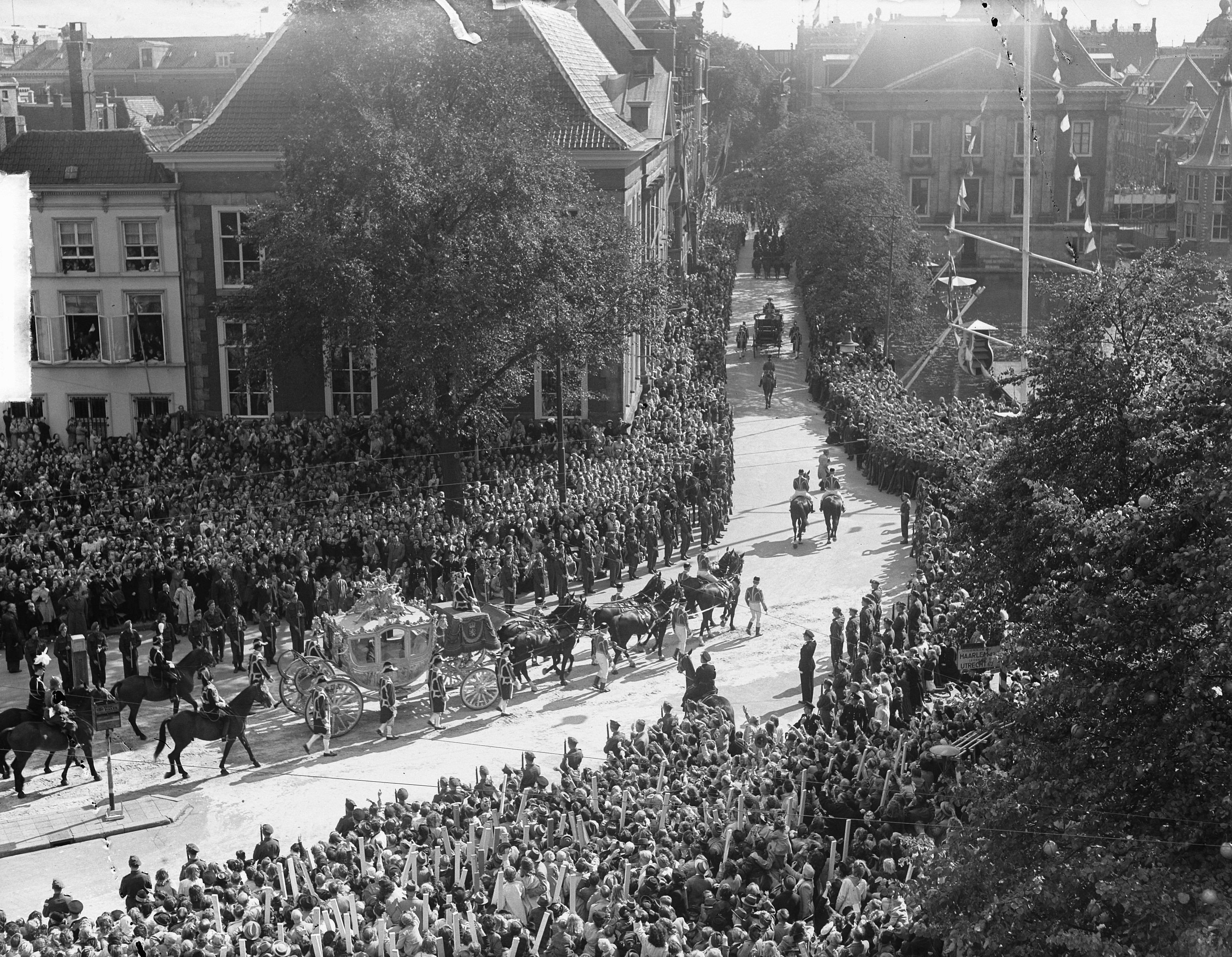
Eerste Prinsjesdag met koningin Juliana als nieuwe vorstin. De Gouden Koets, hier op de hoek van de Korte Vijverberg in Den Haag, op weg naar de Ridderzaal, 21 september 1948

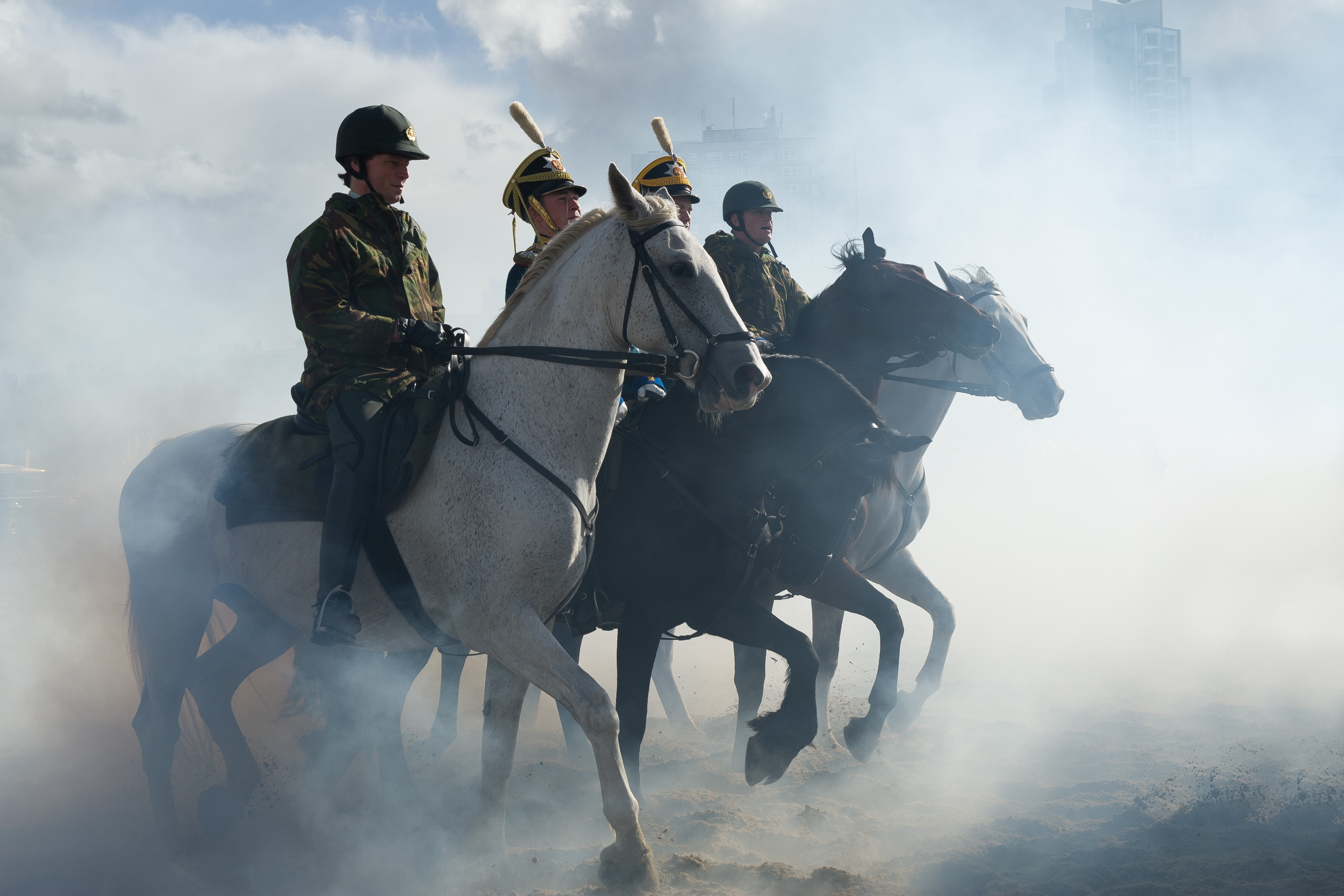
Leden van het cavalerie ere-escorte oefenen op het strand in Scheveningen voor Prinsjesdag 2013. De paarden en ruiters worden aan een laatste test onderworpen door ze bloot te stellen aan het geluid van geweervuur, kanonslagen, muziek en rook.

Voorafgaand aan de troonrede trekt er een koninklijke stoet door Den Haag. Bij het vertrek vanaf Paleis Noordeinde groet de koning het vaandel van het krijgsmachtonderdeel dat bij het paleis is opgesteld en wordt het Wilhelmus gespeeld. Vervolgens stapt hij in een koets. De koning en de belangrijkste leden van het Koninklijk Huis rijden dan naar de plek waar de troonrede wordt uitgesproken (normaliter de Ridderzaal), waarna het voorlezen van de troonrede begint. Na afloop begeeft de stoet zich weer naar Paleis Noordeinde.
Tussen 1912 en 2015 - met een onderbreking in de oorlogsjaren 1940-1944 - verplaatste de Koning zich daarbij standaard in de Gouden Koets. Eerder werd gebruikgemaakt van de Glazen Koets. Sinds 2016 rijdt de koning weer in de Glazen Koets. In 2020 en 2021 werd, wegens de coronamaatregelen, een auto gebruikt.

### Route

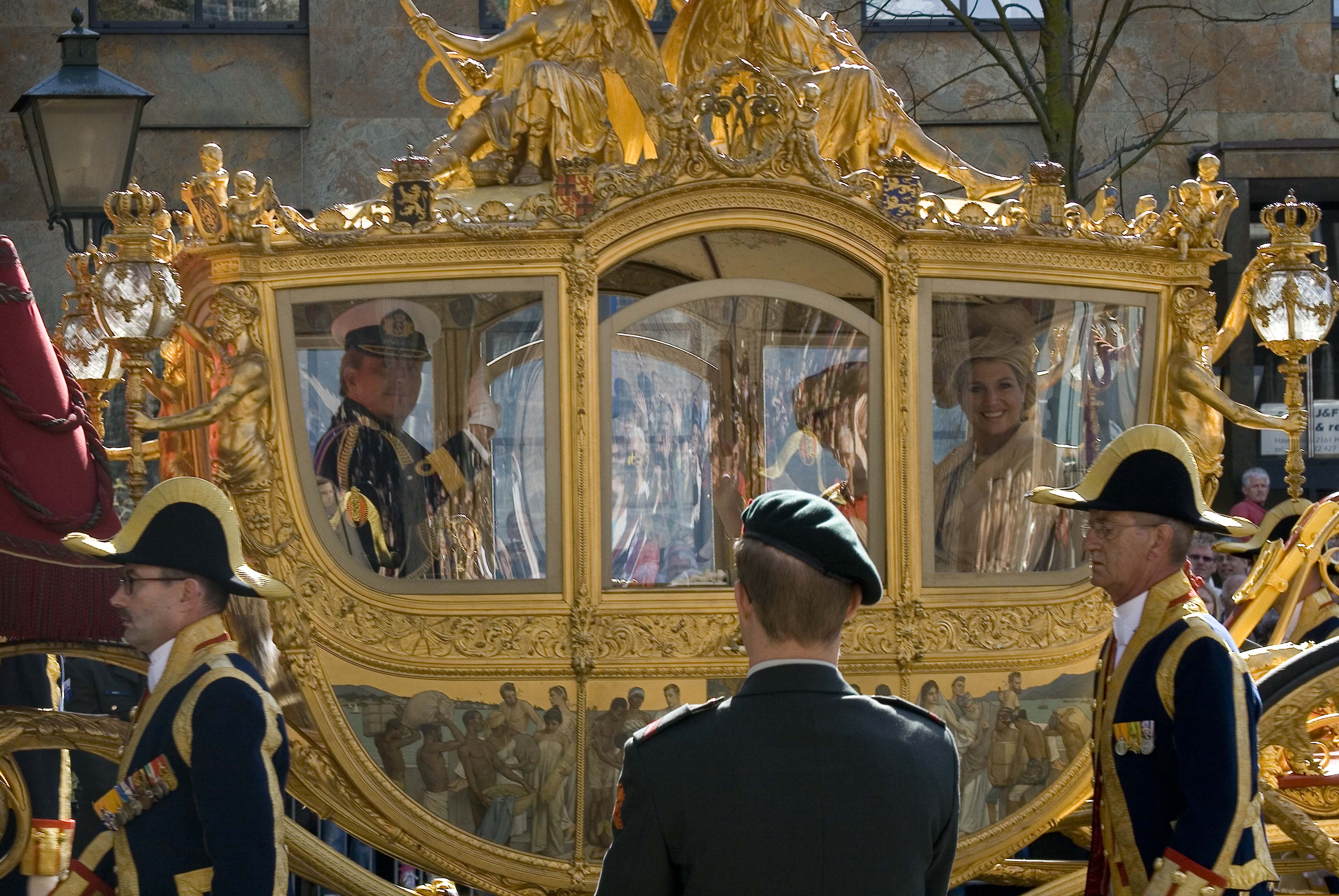
De Gouden Koets op Prinsjesdag 2007

De route gaat niet langs de kortste weg van Paleis Noordeinde naar het Binnenhof. De gebruikelijke route is: Noordeinde, Heulstraat, Kneuterdijk, Lange Voorhout, Tournooiveld, Korte Vijverberg, Binnenhof, bij elkaar ruim een kilometer. Deze route is in gebruik sinds 1925, toen door een verhoging van de straat het niet langer mogelijk was om onder de Stadhouderspoort aan de voorzijde van het Binnenhof door te gaan - de Gouden Koets kwam sindsdien via de Mauritspoort en de Binnenpoort het Binnenhof op.

### Koninklijke stoet

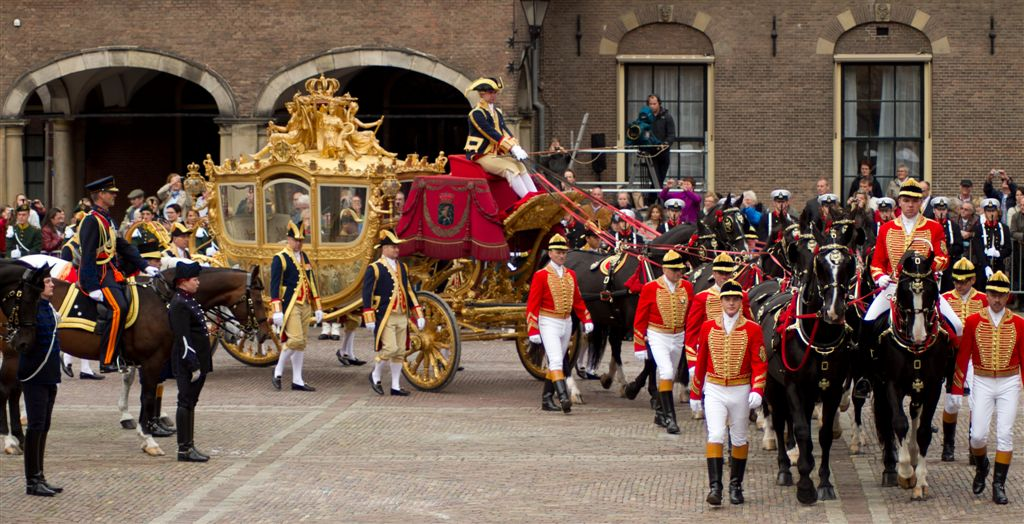
De Gouden Koets op Prinsjesdag 2011

De koninklijke stoet gaat vergezeld van veel militair vertoon en bestaat achtereenvolgens uit:
- Koninklijke Militaire Kapel "Johan Willem Friso"
- Commandant Garderegiment Grenadiers en Jagers en adjudant
- Vaandelwacht Garderegiment Grenadiers en Jagers
- Ere-Compagnie Garderegiment Grenadiers en Jagers (Grenadiers)
- Commandant Bereden ere-escorte der Koninklijke Marechaussee met twee vleugeladjudanten
- Bereden standaardwacht der Koninklijke Marechaussee
- Peloton bereden ere-escorte der Koninklijke Marechaussee
- Commandant ere-escorte Cavalerie met trompetters en paukenpaard (Heerpauken)
- Bereden standaardwacht der Cavalerie
- Bereden ere-escorte der Cavalerie (eerste peloton)
- Rijknecht-majoor met twee rijknechten te paard
- Eerste rijtuig: bespannen met 2 paarden, vergezeld door een lakei bij elk portier, met daarin:
  - Kamerheer van de koning
  - Ceremoniemeester van het Hof
- Tweede rijtuig: bespannen met 2 paarden, vergezeld door een lakei bij elk portier, met daarin:
  - Grootmeester van het Huis van Z.M. de koning
  - Grootmeesteres van Z.M. de koning
- Commandant Bereden ere-escorte Landelijke Eenheid Bereden van de Nationale Politie met twee vleugeladjudanten
- "Clique" (bont paukenpaard en 8 trompetters) van de Landelijke Eenheid Bereden van de Nationale Politie
- Bereden standaardwacht van de Nationale Politie
- Bereden ere-escorte van de Landelijke Eenheid Bereden van de Nationale Politie (eerste peloton)
- Derde rijtuig: Gala-glasberline, bespannen met 4 paarden, vergezeld door een hulpkoetsier bij elk paard en twee lakeien aan elke zijde van de koets, met daarin:
  - Z.K.H. prins Constantijn
  - H.K.H. prinses Laurentien
  - H.K.H. prinses Alexia
- Escorterende bereden adjudanten van Z.M. de koning
- Bereden ere-escorte van de Landelijke Eenheid Bereden van de Nationale Politie (tweede peloton)
- Vierde rijtuig: Glazen Koets (tussen 1912 en 2015 Gouden Koets)[6], bespannen met acht paarden, vergezeld door een hulpkoetsier bij elk paard, een Postiljon op het paard links vooraan en vier lakeien aan elke zijde van de koets, met daarin:
  - Z.M. koning Willem-Alexander
  - H.M. koningin Máxima
  - H.K.H. prinses Amalia

(Prins(ess)en van 18 jaar en ouder mogen meerijden)
- Escorterende bereden adjudanten van Z.M. de koning
- Adjudant-generaal, tevens Chef Militaire Huis van Z.M. de koning te paard
- Bereden ere-escorte der Cavalerie (tweede peloton)

In 2018 had de stalmeester van de koning te paard een vrije plaats binnen de stoet. Er liepen 68 paarden mee. Een klein deel was afkomstig van de Koninklijke Stallen, maar omdat het Nederlandse leger geen paarden meer heeft werd een groot deel tijdelijk afgestaan door particulieren en bereden door de Cavalerie Ere-Escorte.

### Erewacht

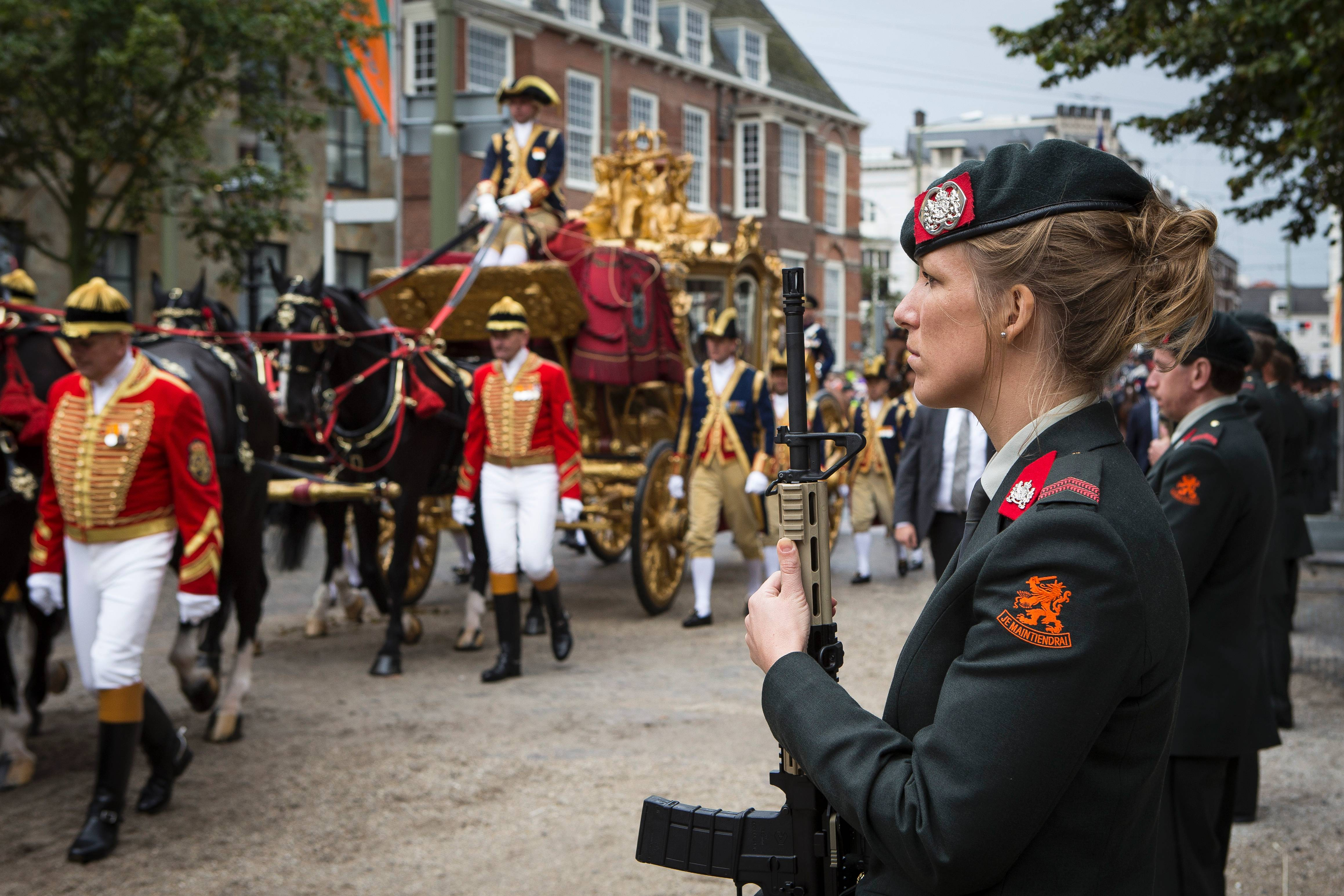
Militairen in een erewacht, 2015

Langs de route staan erewachten en orkesten van alle delen van de krijgsmacht. Voor Paleis Noordeinde staat de Koninklijke Luchtmacht, met de Kapel van de Koninklijke Luchtmacht en voor de Ridderzaal het Korps Mariniers met de Marinierskapel. Deze muziekkorpsen spelen het Wilhelmus wanneer de koning het paleis verlaat en wanneer hij bij de Ridderzaal arriveert. Verspreid over de route staan verscheidene detachementen van het Korps Nationale Reserve en andere parate eenheden, zoals de Luchtmobiele brigade.
De burgerbevolking wordt in de erewacht vertegenwoordigd door groepen van verschillende studentenweerbaarheden. Tevens is er ieder jaar een burgerdeputatie uit een van de provincies.

### Minuutschoten

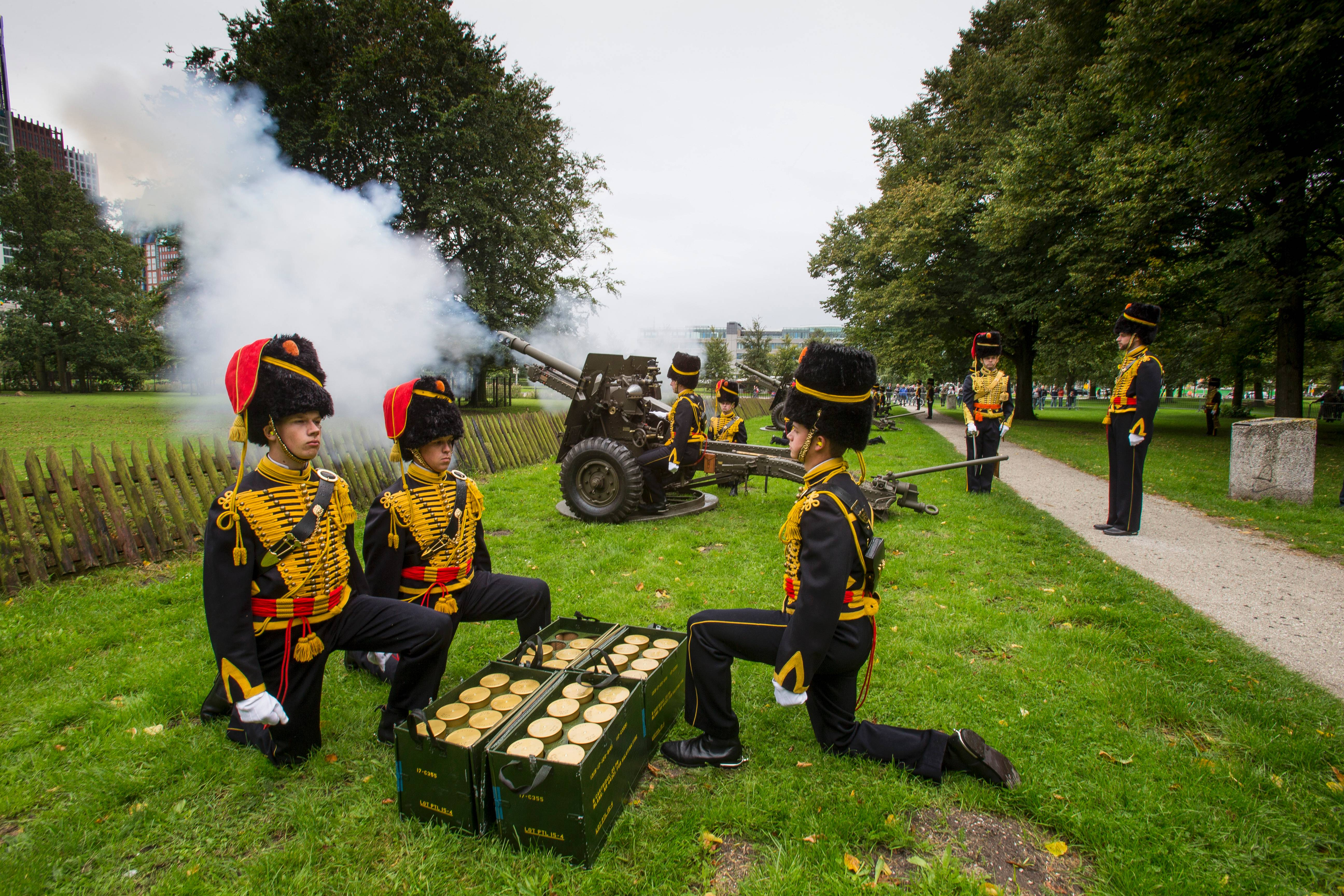
Saluutschoten tijdens Prinsjesdag 2015

Vanaf het vertrek van de koning van Paleis Noordeinde tot het moment van zijn terugkeer worden minuutschoten afgegeven vanaf het Malieveld door het Korps Rijdende Artillerie.

### Troonrede

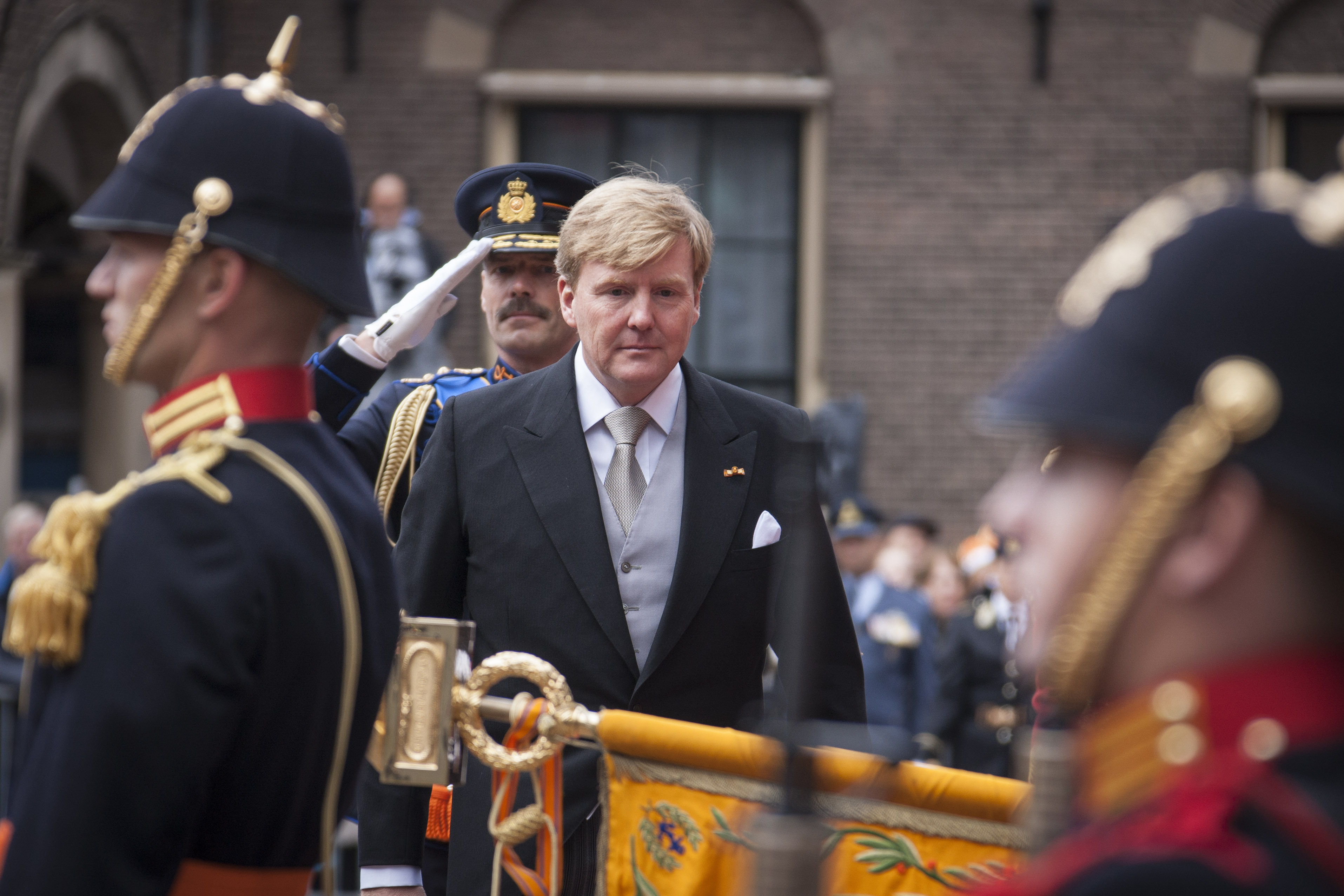
Koning Willem-Alexander beantwoordt het geneigde vaandel bij aankomst bij de Ridderzaal, 2013

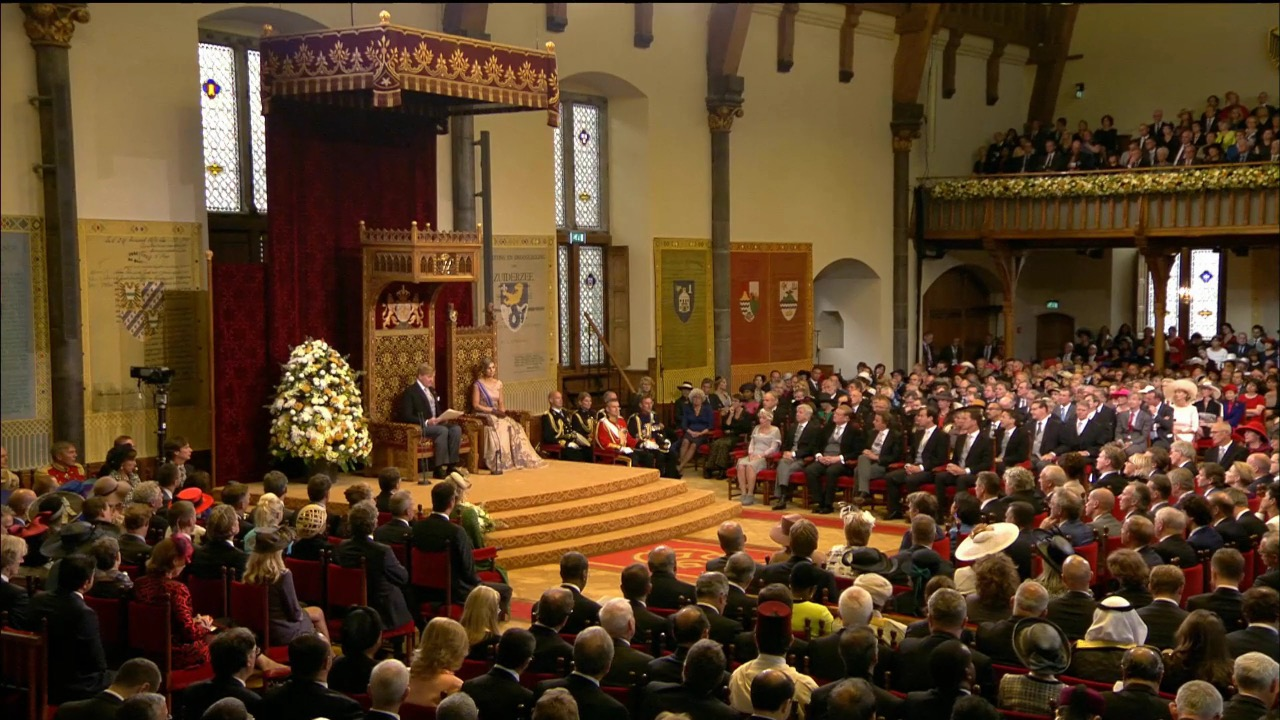
De troonrede in de Ridderzaal, 2015

Bij aankomst van de koning groet hij het vaandel van het krijgsmachtonderdeel dat is opgesteld en wordt het Wilhelmus gespeeld. Vervolgens wordt hij ontvangen door de commissie van in- en uitgeleide, die het koninklijke gezelschap naar hun zitplaatsen begeleidt. De voorzitter van de Verenigde Vergadering maakt de komst van het staatshoofd bekend door het roepen van de woorden "De koning!" Alle aanwezigen gaan hierop staan. Zodra de koning op de troon heeft plaatsgenomen, gaat iedereen zitten. De koning leest vervolgens de troonrede voor, die traditioneel begint met de woorden: "Leden van de Staten Generaal..." Na het voorlezen van de troonrede roept de voorzitter van de Verenigde Vergadering: "Leve de koning!", waarop alle aanwezigen dienen te antwoorden met "Hoera! Hoera! Hoera!" Vervolgens vertrekt de koning met zijn gevolg naar de naastgelegen Koninginnekamer. Om circa 13.50 uur vertrekt de stoet weer naar het Paleis Noordeinde.

### Muzikale omlijsting
Sinds 1980 is het gebruikelijk dat bij de binnenkomst van de koning in de Verenigde Vergadering der Staten-Generaal door een blazersensemble van het Residentieorkest het muziekstuk ’Entrada della Regina’ van de componist Jurriaan Andriessen ten gehore wordt gebracht. Het stuk is gecomponeerd bij gelegenheid van de inhuldiging van koningin Beatrix in Amsterdam. Na haar abdicatie is het gebruik onder koning Willem-Alexander voortgezet. Na afloop van de Verenigde Vergadering wordt bij het verlaten van de Ridderzaal door de voorzitter en de leden van de Staten-Generaal sinds 2015 het muziekstuk ‘Hymne voor de Staten-Generaal’, een compositie van Johan de Meij, ten gehore gebracht. Dit stuk is in dat jaar gecomponeerd bij gelegenheid van het tweehonderdjarig bestaan van de Staten-Generaal als bicameraal parlement.

### Balkonscène
Na terugkomst in Paleis Noordeinde volgt om 14.00 uur de balkonscène, waarbij de aanwezige leden van het Koninklijk Huis op het balkon van het paleis door het volk werden toegejuicht. Deze balkonscène werd om veiligheidsredenen in de jaren zestig ingevoerd. Voordien stapte de familie, als het weer het toeliet, na terugkomst in het paleis van de Gouden Koets over in een open koets die met dravende paarden door Den Haag reed. In 2020 en 2021 was er vanwege de coronapandemie geen balkonscène.
De hele ceremonie rond Prinsjesdag wordt traditiegetrouw rechtstreeks op de televisie uitgezonden door de NOS en op Omroep West. Tegelijkertijd wordt de ceremonie ook op NPO Radio 1 uitgezonden.

## Prinsjesdagstukken

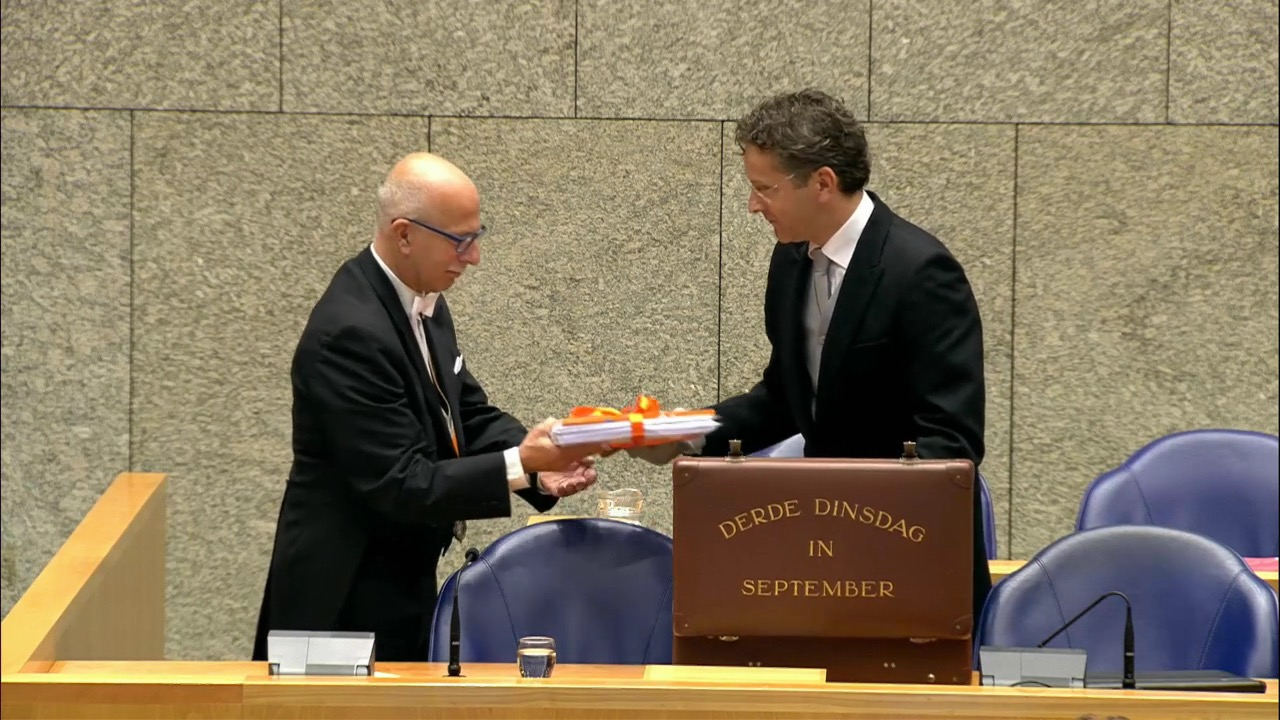
Aanbieding van het koffertje in de Tweede Kamer tijdens Prinsjesdag 2015

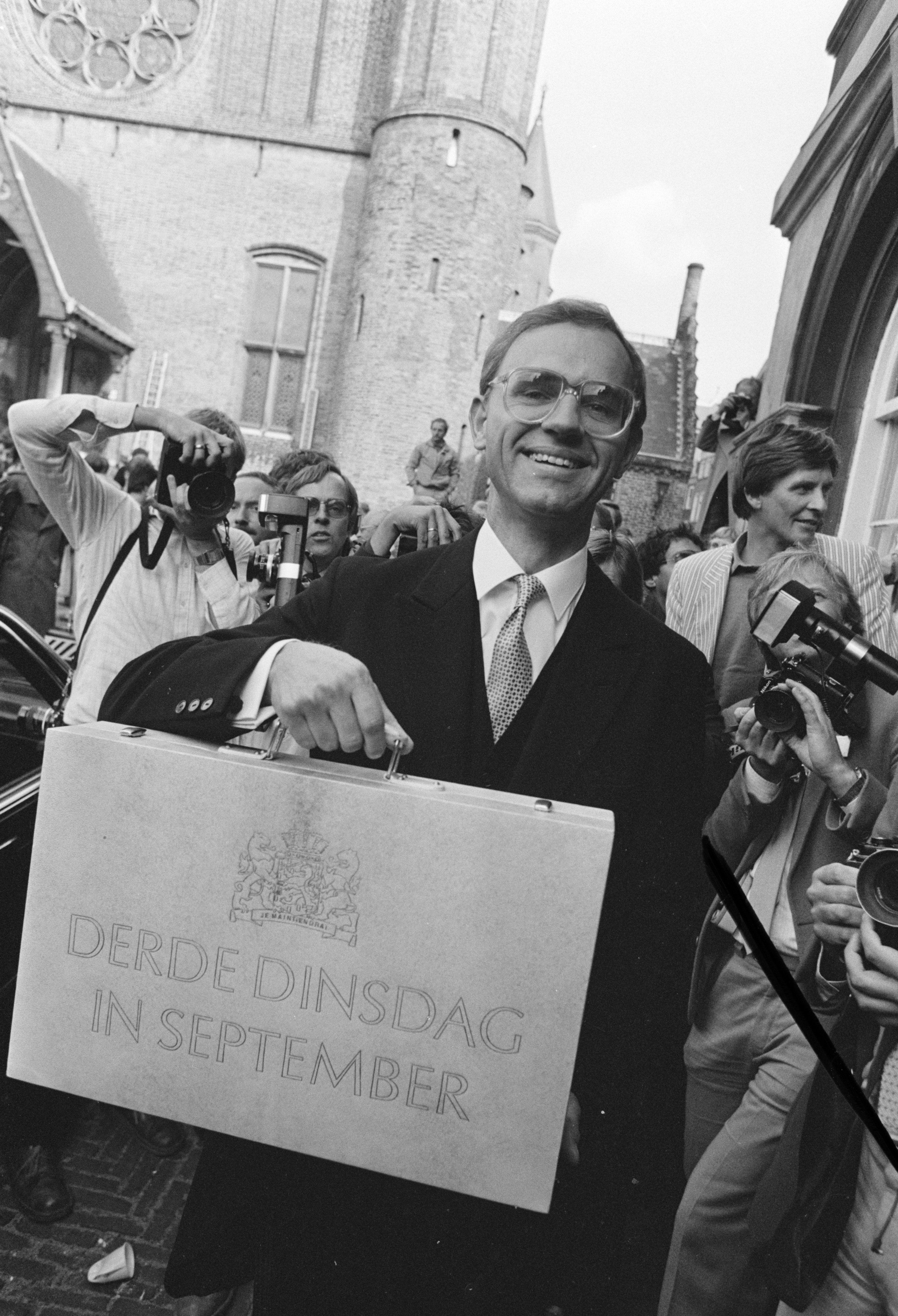
Minister van Financiën Onno Ruding op Prinsjesdag 1983

De Prinsjesdagstukken bestaan uit de miljoenennota, de rijksbegroting en het Belastingplan-pakket, bestaande uit het wetsvoorstel Belastingplan zelf en vaak nog andere fiscale wetsvoorstellen (de voorafgaande laatste ronde van overleg binnen het kabinet is in de laatste twee weken van augustus, het is de zogeheten 'augustusbesluitvorming'. Hierin worden eventueel nog parameters bijgesteld op basis van recente koopkrachtramingen).
De minister van Financiën draagt een koffertje met het opschrift "Derde dinsdag in september", met - naar men zegt - de miljoenennota. In werkelijkheid is de miljoenennota op papier veel te volumineus om in het koffertje te passen, maar tegenwoordig staat de miljoenennota op een cd. De miljoenennota wordt officieel tot Prinsjesdag geheimgehouden (maar eventueel wel onder embargo verstrekt aan de media), al lekken delen ervan doorgaans uit. In 2008 werd de miljoenennota al op de voorafgaande zaterdag in NRC Handelsblad gepubliceerd.

## Rol van het staatshoofd
Prinsjesdag ontleent een groot deel van zijn luister aan de rol van de koning en zijn Huis. Maar onomstreden is die rol nooit geweest. Al in 1872 uitte Abraham Kuyper in De Standaard kritiek op het voorlezen van de troonrede door de koning. Gezien de in 1848 ingevoerde ministeriële verantwoordelijkheid diende volgens hem een der ministers deze taak uit te voeren; zij hebben de troonrede geschreven. In zijn regeerjaren heeft Kuyper de traditie echter in ere gelaten.
Honderd jaar na Kuyper kwam Tweede Kamervoorzitter Anne Vondeling met een voorstel tot wijziging van het scenario: de koning zou voortaan bij het uitspreken van de troonrede niet worden omringd door de leden van zijn Huis, maar door de leden van zijn regering.

## Incidenten

### 1932
In de grimmige crisissfeer van de jaren dertig waren twee communistische Kamerleden, David Wijnkoop en Louis de Visser, toch bij de opening van de Staten-Generaal, achter in de zaal. Ze riepen tijdens het "Leve de koningin" andere leuzen. Onduidelijk is of het "Weg met de koningin" of "Weg met het hongerprogram van Welter en Ruys" was.

### 1963
Op Prinsjesdag 1963 sloeg tijdens de rijtoer naar de Ridderzaal een van de paarden van de Crème Calèche met de prinsessen op het Lange Voorhout op hol. Het rijtuig kwam tegen een boom tot stilstand. Niemand raakte gewond en de schade aan het rijtuig was beperkt. De prinsessen Beatrix, Irene en Margriet konden echter hun rit in de calèche niet voortzetten en stapten bij hun ouders in de Gouden Koets.

### 1974
In 1974 vond er geen rijtour plaats i.v.m. een Gijzelingsactie in de Franse ambassade aan het Korte Voorhout door het Japanse Rode Leger.

### 2001
In 2001 viel Prinsjesdag een week na de aanslag van 11 september in de Verenigde Staten. Als gevolg hiervan werd besloten geen muziek te spelen tijdens de rijtoer. De Gouden Koets stond bij het passeren van de Amerikaanse ambassade aan het Lange Voorhout enkele ogenblikken stil om een groet aan de Amerikanen te brengen. Dat was zeer ongebruikelijk, want volgens het protocol hoeft het staatshoofd nooit te wachten.

### 2010
Op 21 september 2010 werd tijdens Prinsjesdag de koninklijke stoet verstoord. Een 29-jarige man wierp vanuit het publiek een 625,9 gram wegende massief glazen waxinelichthouder tegen de onderkant van de houten deur van de Gouden Koets, resulterend in een gesplinterde deuk in het hout.
Hij werd vrijwel meteen door omstanders overmeesterd en overgedragen aan de politie. Onderzoek in het Pieter Baan Centrum wees uit dat de man aan een waanstoornis leed. De rechtbank achtte hem op grond daarvan volledig ontoerekeningsvatbaar en legde hem op 16 september 2011 de maatregel op van plaatsing in een psychiatrisch ziekenhuis voor de duur van maximaal een jaar. In hoger beroep werd hij door het Gerechtshof op 1 februari 2013 veroordeeld tot vijf maanden gevangenisstraf. Het Hof verwierp de ontoerekeningsvatbaarheid van de man, die daarmee niet hoefde te worden opgenomen in een psychiatrische kliniek.

### 2022
Er was een betoging tijdens onder andere de balkonscène. Er waren betogers met omgekeerde Nederlandse vlaggen en de demonstranten riepen "landverrader" tegen de koning. Ook was er gejoel en boegeroep. Er waren tractoren met boeren, die protesteerden vanwege de geplande maatregelen door de stikstofcrisis. Er werden vijf mensen opgepakt voor onder meer belediging.

## Wetenswaardigheden
- In 1897 werd, geheel spontaan, voor de eerste keer na het "Leve de koningin" door Johannes Hendricus Donner driemaal "Hoera" geroepen. Het hoera, hoera, hoera werd sindsdien een traditie. Koningin was de toen 17-jarige Wilhelmina; de troonrede werd voorgelezen door haar moeder koningin-regentes Emma.[17]
- De paarden die meelopen in de Koninklijke Stoet worden traditiegetrouw getest op de maandag voor Prinsjesdag. Dit gebeurt op het strand van Scheveningen. De dieren worden blootgesteld aan geluiden die kunnen worden gemaakt tijdens Prinsjesdag, zoals knallen en gillende baby's. Het aanwezige publiek wordt uitgenodigd om zoveel mogelijk lawaai te maken. Vervolgens vindt een selectie van de paarden plaats. Deze oefening trekt doorgaans veel publiek.[18]
- Veel vrouwen die het uitspreken van de troonrede bijwonen, dragen opvallende hoeden, in de media de hoedjesparade genoemd. Deze traditie ontstond in 1977, toen Tweede Kamerlid Erica Terpstra naar eigen zeggen de grijze massa wilde veranderen.[19][20]
- In 1990 waren de Leidse en Delftse studentenweerbaarheden voor een jaar uitgesloten van deelname aan de erewacht, vanwege wangedrag een jaar eerder. De Leidse weerbaarheid had dat jaar hun ceremonieel geweer niet bij zich, en de Delftse delegatie had - gekleed in brasjas - schunnige liedjes gezongen en gezwaaid naar de Gouden Koets.[21] Hun plek werd ingenomen door de weerbaarheid van Den Haag.[22]
- Sinds 2019 is er een aangewezen overlevende (Designated Survivor), een persoon die het landsbestuur overneemt mocht het gehele kabinet en koning door een aanslag of ramp om het leven komen.
- In 2020 en 2021 werd ten gevolge van de coronacrisis in Nederland de troonrede niet in de Ridderzaal uitgesproken maar in de Grote Kerk van Den Haag, omdat daar ruimte was om de geldende afstandsregels te respecteren. De laatste maal dat de troonrede buiten de Ridderzaal werd uitgesproken was in 1904.[23][24][25] De viering van Prinsjesdag met de gebruikelijke plechtigheden werd tijdelijk versoberd. In plaats van door paarden getrokken koetsen vertrok het koninklijk gezelschap beide jaren in vier hofauto's naar zijn bestemming.[26] Militair vertoon was er die jaren alleen nog bij de ingang van de Grote Kerk waar een militaire erewacht het koninklijk gezelschap opwachtte. Ook van de traditionele rijtoer door de stad werd afgezien.[27] Op deze manier was het mogelijk om Prinsjesdag in deze jaren zonder publiek te organiseren.
- In 2022 golden niet langer de coronabeperkingen die in 2020 en 2021 hadden geleid tot een verenigde vergadering der Staten-Generaal met slechts een beperkt aantal gasten in de Grote Kerk. Besloten werd de verenigde vergadering te beleggen in de Koninklijke Schouwburg, die ruimte bood aan achthonderd gasten. Het koninklijk paar werd op Prinsjesdag 2022 voor de eerste keer vergezeld door de in 2021 achttien jaar geworden Prinses van Oranje Amalia. Voor het eerst sinds 2019 kwam het koninklijk gezelschap weer met koetsen naar de locatie van de verenigde vergadering, in casu de Koninklijke Schouwburg aan het Korte Voorhout.
- In verband met een grootscheepse renovatie van het Binnenhof wordt vanaf 2022 de troonrede niet in de Ridderzaal uitgesproken, maar in de Koninklijke Schouwburg.[28]
- In de week voor Prinsjesdag wordt het Prinsjesfestival georganiseerd. Er worden in deze week in de stad diverse evenementen georganiseerd die te maken hebben met Prinsjesdag en de stichting Ooievaart organiseert rondvaarten op de Hofvijver. Ook vindt sinds 2023 in de nacht voor Prinsjesdag de Prinsjesnach plaats waarbij op diverse podia in de stad optredens plaatsvinden. Dit is vergelijkbaar met de Koningsnach die jaarlijks in de nacht voor Koningsdag wordt georganiseerd.